# Crématorium de Hamm

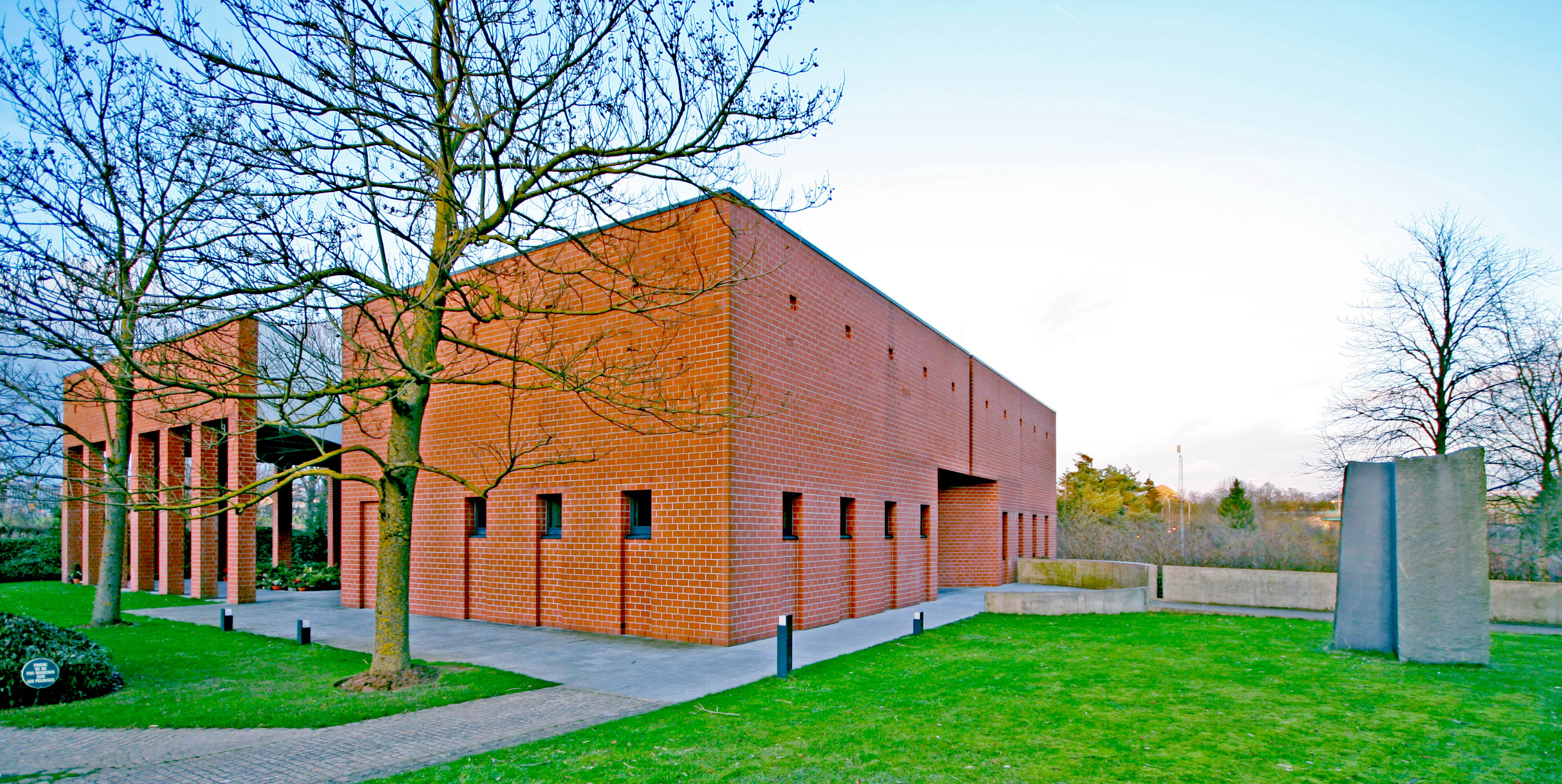
Le crématorium en 2007.

Le crématorium de Hamm est l'unique crématorium du Luxembourg.

## Histoire
L'église catholique a interdit l'incinération au Luxembourg jusqu'en 1963, cette pratique est reconnue officiellement par la loi en 1972 puis l'année suivante par l'église.
La création d'un syndicat de communes ayant pour objet la construction, l'entretien et l'exploitation d'un crématoire sur base intercommunale est autorisé par l'arrêté grand-ducal du 8 juillet 1976, abrogé et remplacé par l'arrêté du 10 juillet 1996.
Le crématorium a ouvert le 5 octobre 1995, un an après que sa construction soit décidée,,. Les luxembourgeois souhaitant être incinérées devaient se rendre à Liège ou à Strasbourg auparavant.
Il a été conçu par le cabinet d'architecte Perry Weber et Associés. le même cabinet a été retenu pour l'extension du bâtiment afin de maintenir une cohérence architecturale, ayant nécessité de revoir l'entrée.

## Description
Situé dans le quartier du Hamm à l'est de Luxembourg, le crématorium dispose de deux fours, l'un rénové en 2019 et l'autre entre 2023 et 2024, mais dans la pratique le site peut absorber la charge et fonctionner avec un seul four en activité. En 2023, près de 3 100 incinérations ont eu lieu. Le second four rénové a permis de passer de 60 à 75 incinérations par semaine et faire face à la demande de plus en plus forte.
Près de 72 % des luxembourgeois privilégient la crémation à l'inhumation en 2023.
Une salle d'attente et une salle de cérémonie de 100 places sont à disposition des familles au rez-de-chaussée, l'étage étant dévolu aux bureaux administratifs.
Les cendres peuvent être dispersées sur les deux pelouses ou « jardin du souvenir » du site ou l'urne peut être déposée dans un cimetière forestier ou au colombarium ; la loi luxembourgeoise interdit la conservation à domicile,.

## Gestion
Le crématorium est administré par un syndicat intercommunal, le Syndicat de communes ayant pour objet la construction, l'entretien et l'exploitation d'un crématoire sur base intercommunale abrégé en SICEC auquel adhèrent 71 communes, au 1er avril 2023. Les habitants des communes membres du SICEC paient moins cher la crémation que les autres.